# 쇼타임 네트웍스
쇼타임 네트웍스 주식회사(Showtime Networks Inc. 줄여서 SNI)는 프리미엄 유료 텔레비전 채널들을 관리하는 미국의 엔터테인먼트 기업으로, 대표 서비스 쇼타임를 포함하고 있다. 미디어 대기업 파라마운트 글로벌의 자회사이다.

## 개요
이 기업은 1983년 바이어컴과 워너-아멕스 새틀라이트 엔터테인먼트(현재의 바이어컴CBS 도메스틱 미디어 네트웍스)가 자사의 프리미엄 채널들(각각 쇼타임과 더 무비 채널)을 하나의 부서로 합병하면서 쇼타임/더 무비 채널(Showtime/The Movie Channel, Inc.)이라는 이름으로 설립되었다. 1984년, 아메리칸 엑스프레스는 워너-아멕스의 지분을 워너 커뮤니케이션스(현재의 워너미디어)에 판매하면서 워너가 쇼타임/TMC의 새로운 절반의 소유 기업이 되었다. 1985년, 워너는 자사의 절반의 권리를 바이어컴에 판매하면서 이 기업은 온전히 바이어컴 소유의 자회사가 되었다. 1988년, 이 기업의 사명은 쇼타임 네트웍스 주식회사(Showtime Networks Inc.)로 변경되었다.

## 현재 SNI 소유의 케이블 네트웍스
- 쇼타임 (1983)1
  - SHO2 (과거명: SHOTOO) (1994)
  - 쇼케이스 (과거명: 쇼타임 3) (1996)
  - 쇼타임 익스트림 (1998)
  - 쇼타임 비욘드 (1998)
  - 쇼타임 넥스트 (2001)
  - 쇼타임 패밀리 존 (2001)
  - 쇼타임 위민(Showtime Women, 2001)
- 더 무비 채널 (1983)1
  - 더 무비 채널 엑스트라(The Movie Channel Xtra, 1999)
- Flix (1992)
- 스미스소니언 채널 (2007)2

내용주
1 Channel created by Warner-Amex Satellite Entertainment prior to 1983.
2 Co-owned with the 스미스소니언 협회. Showtime Networks handles operations; is supported through commercial advertising.